# Petar Fourier
Petar Fourier (Mirecourt, 30. studenog 1565. – Gray, 9. prosinca 1640.), francuski regularni kanonik, svetac i utemeljitelj kongregacije Naše Gospe zajedno s blaženom Alix Le Clerc.

## Životopis
Petar Fourier je rođen 30. studenog 1565. u Mirecourtu kao najstariji od četvero djece. S 20 godina je stupio u zajednicu regularnih kanonika sv. Augustina. Za svećenika se zaredio s 24 godine. S 1597. godine je preuzeo službu župnika. S pobožnom djevojkom Alix Le Clerc je osnovao kongregaciju Naše Gospe. 20 godina je proveo u radu reformiranja regularnih kanonika Lorene.
Umro je 9. prosinca 1640. godine, a tijelo mu počiva u Mattaincourtu, u župnoj crkvi u kojoj je djelovao. Godine 1679. Fourier je dobio naslov "časni sluga Božji". Blaženim ga je proglasio papa Benedikt XIII. 10. siječnja 1730., a svetim papa Lav XIII. 27. svibnja 1897. Spomendan mu se obilježava 9. prosinca.
Napisao je djelo "Velike konstitucije". Hrvatska grana Sestara Naše Gospe u Zagrebu je objavila je životopis Petra Fourier 1965. godine u knjizi "Tragom četiri stoljeća".

## Vanjske poveznice
- Katolička Tiskovna Agencija Biskupske konferencije Bosne i Hercegovine